# Cycloloba
Cycloloba es un  género de coleópteros adéfagos de la familia Carabidae.

## Especies
Comprende las siguientes especies:
- Cycloloba septemguttata (Fabricius, 1794)
- Cycloloba truncatipennis (Boheman, 1848)